# Howard Flynn
Howard Fynn er en tegneserie, der er skrevet af Yves Duval og tegnet af William Vance. Den handler om den unge nyuddannede engelske flådeofficer Howard Flynns oplevelser under napoleonskrigene. Serien havde premiere i seriebladet Tintin og blev senere udgivet i album og samlebind.
På dansk gik flere af historierne i seriebladet fart og tempo. I 2021 udgav forlaget E-voke historierne i et samlebind under titlen Vance samlet 1: Howard Flynn, ISBN 978-87-93952-51-5.

## Oversigt
| Howard Flynn – oversigt |                |                                              |             |                                                 |                                                                          |                |
| Originaludgave          | Originaludgave | Originaludgave                               | Antal sider | Danske udgaver                                  | Danske udgaver                                                           | Danske udgaver |
| Serieblad               | Album          | Titel                                        | Antal sider | Serie, nr. og årstal                            | Titel                                                                    | Bog            |
| 1964-01-28 – 1964-05-05 | 1 (1966)       | Le premier voyage du lieutenant Howard Flynn | 30          | F&t 1966 / 2-9 F&t album 4, 1969 Vance samlet 1 | Howard Flynn På togt med løjtnant Howard Flynn Howard Flynn står til søs | Howard Flynn   |
| 1964-12-29 – 1965-04-06 | 2 (1968)       | A l'abordage                                 | 30          | F&t 1968/46 - 1969/2 Vance samlet 1             | Howard Flynn og sørøverne                                                | Howard Flynn   |
| 1966-11-29              |                | Tête-de-fer                                  | 6           | F&t 1971 / 29 Vance samlet 1                    | Højt spil til søs Jernhoved                                              | Howard Flynn   |
| 1967-05-25              | 3 (1969)       | Le neveu de l'amiral                         | 7           | F&t 1967 nr. 49 Vance samlet 1                  | Admiralens nevø                                                          | Howard Flynn   |
| 1967-09-14              |                | Mission diplomatique                         | 7           | F&t 1968 / 26 Vance samlet 1                    | I hemmelig mission Diplomatisk mission                                   | Howard Flynn   |
| 1968-11                 |                | Le traître frappe à minuit                   | 12          | Vance samlet 1                                  | Forræderen slår til ved midnat                                           | Howard Flynn   |
| 1968-11-26 – 1969-02-06 | 3 (1969)       | La griffe du tigre                           | 22          | F&t 1970 / 20-23 Vance samlet 1                 | "Tigeren" hævner I tigerens kløer                                        | Howard Flynn   |